# Liste der Biografien/Tec
Liste der Biografien |
Portal Biografien |
Personensuche
# |
A |
B |
C |
D |
E |
F |
G |
H |
I |
J |
K |
L |
M |
N |
O |
P |
Q |
R |
S |
T |
U |
V |
W |
X |
Y |
Z |
?
 
Ta |
Tc |
Te |
Tf |
Tg |
Th |
Ti |
Tj |
Tk |
Tl |
Tm |
To |
Tq |
Tr |
Ts |
Tu |
Tv |
Tw |
Tx |
Ty |
Tz
 
Tea |
Teb |
Tec |
Ted |
Tee |
Tef |
Teg |
Teh |
Tei |
Tej |
Tek |
Tel |
Tem |
Ten |
Teo |
Tep |
Teq |
Ter |
Tes |
Tet |
Teu |
Tev |
Tew |
Tex |
Tey |
Tez
Die Liste der Biografien führt alle Personen auf, die in der deutschsprachigen Wikipedia einen Artikel haben. Dieses ist eine Teilliste mit 76 Einträgen von Personen, deren Namen mit den Buchstaben „Tec“ beginnt.

## Tec
- Tec, Nechama (1931–2023), polnische Soziologin und Hochschullehrerin

### Teca
- Tecău, Horia (* 1985), rumänischer Tennisspieler

### Tecc
- Tecchi, Bonaventura (1896–1968), italienischer Autor, Germanist und Hochschullehrer
- Tecchi, Scipione (1854–1915), italienischer Geistlicher und Kurienkardinal der römisch-katholischen Kirche
- Tecchler, David (1666–1747), deutscher Geigenbauer
- Tecco, Romualdo (1802–1867), italienischer Diplomat und Senator

### Tece
- Tecer, Ahmet Kutsi (1901–1967), türkischer Dichter und Politiker

### Tech
- Tech N9ne (* 1971), US-amerikanischer RapperTech N9ne (* 1971)

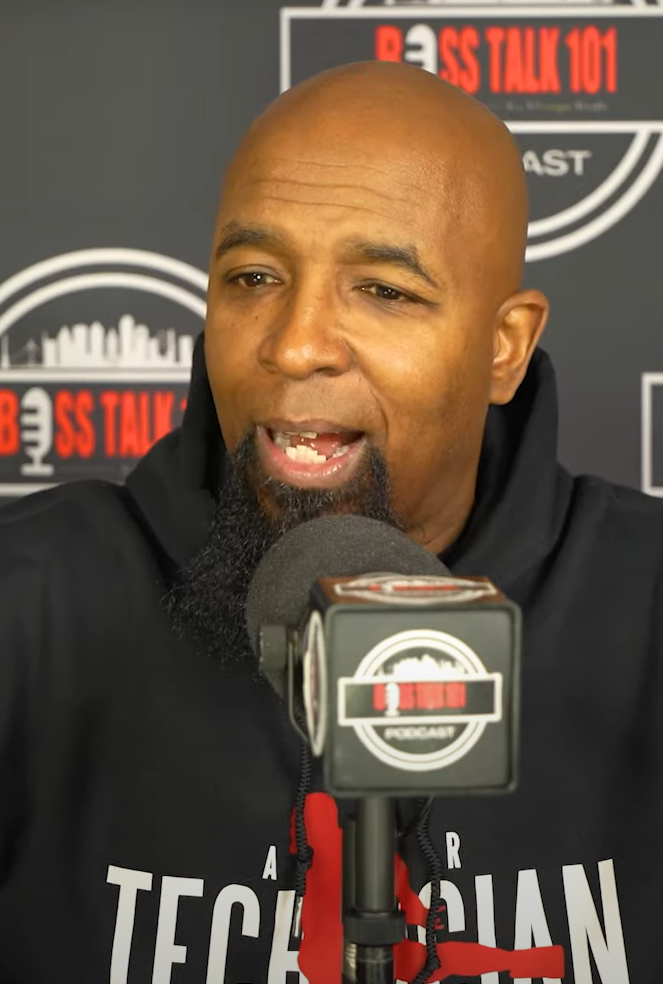
Tech N9ne (* 1971)

- Techamaneewat, Chanungarn (* 1958), thailändische Rollstuhltennisspielerin
- Techatorn Seehawong (* 1996), thailändischer Fußballspieler
- Techau, Jan (* 1972), deutscher Politikwissenschaftler
- Techel, Dörte (* 1964), deutsche Volleyballspielerin
- Techel, Hans (1870–1944), deutscher Schiffbauingenieur und U-Boot-Konstrukteur
- Techel, Sabine (1953–2017), deutsche Schriftstellerin
- Techelmann, Johann Christian (1726–1799), sächsischer Bergmeister und Markscheider
- Techen, Friedrich (1859–1936), deutscher Archivar und Historiker
- Techen, Hans-Werner (1902–1953), deutscher lutherischer Pastor und Nationalsozialist
- Techera, Carlos (* 1992), uruguayischer Fußballspieler
- Techera, Cristian (* 1992), uruguayischer Fußballspieler
- Techera, Francisco (* 1994), uruguayischer Fußballspieler
- Techera, Jonathan (* 1989), uruguayischer Fußballspieler
- Techera, Lautaro (* 2002), uruguayischer Leichtathlet
- Techera, Nelson (* 1981), uruguayischer Fußballspieler
- Techera, Nicolás (* 1993), uruguayischer Fußballspieler
- Techera, Rubén (* 1946), uruguayischer Fußballspieler
- Techera, Wilinton (* 1985), uruguayischer Fußballspieler
- Techert, Simone (* 1968), deutsche Physikochemikerin und Röntgenphysikerin
- Techet, Carl (1877–1920), österreichischer satirischer Schriftsteller
- Techin Mooktarakosa (* 1997), thailändischer Fußballspieler
- Téchiné, André (* 1943), französischer Drehbuchautor und FilmregisseurAndré Téchiné (* 1943)

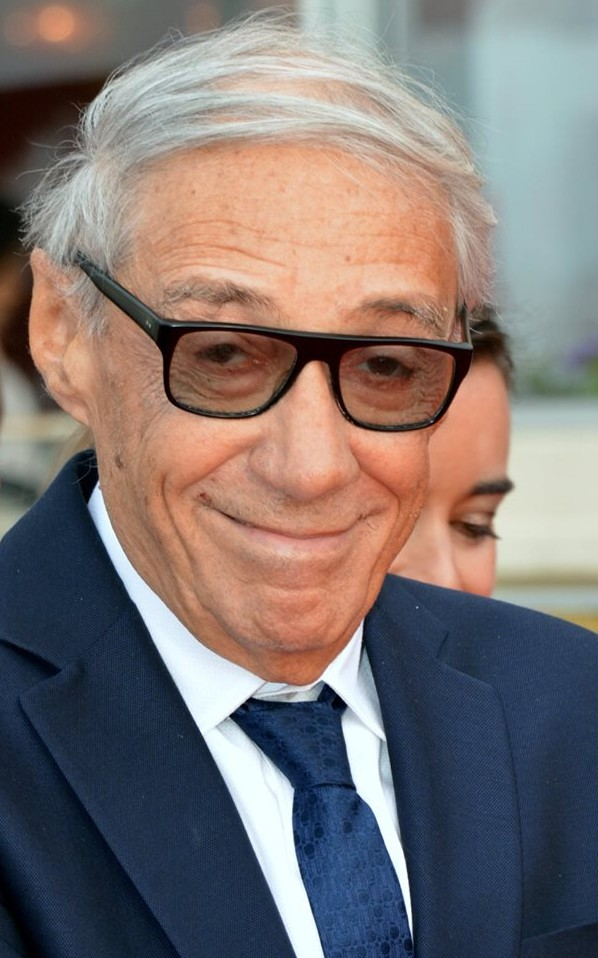
André Téchiné (* 1943)

- Techmeier, Wilhelm (1895–1971), deutscher Maler
- Technau, Werner (1902–1941), deutscher Klassischer Archäologe
- Technoblade (1999–2022), US-amerikanischer YouTuber
- Technoboy (* 1970), italienischer Techno-DJTechnoboy (* 1970)

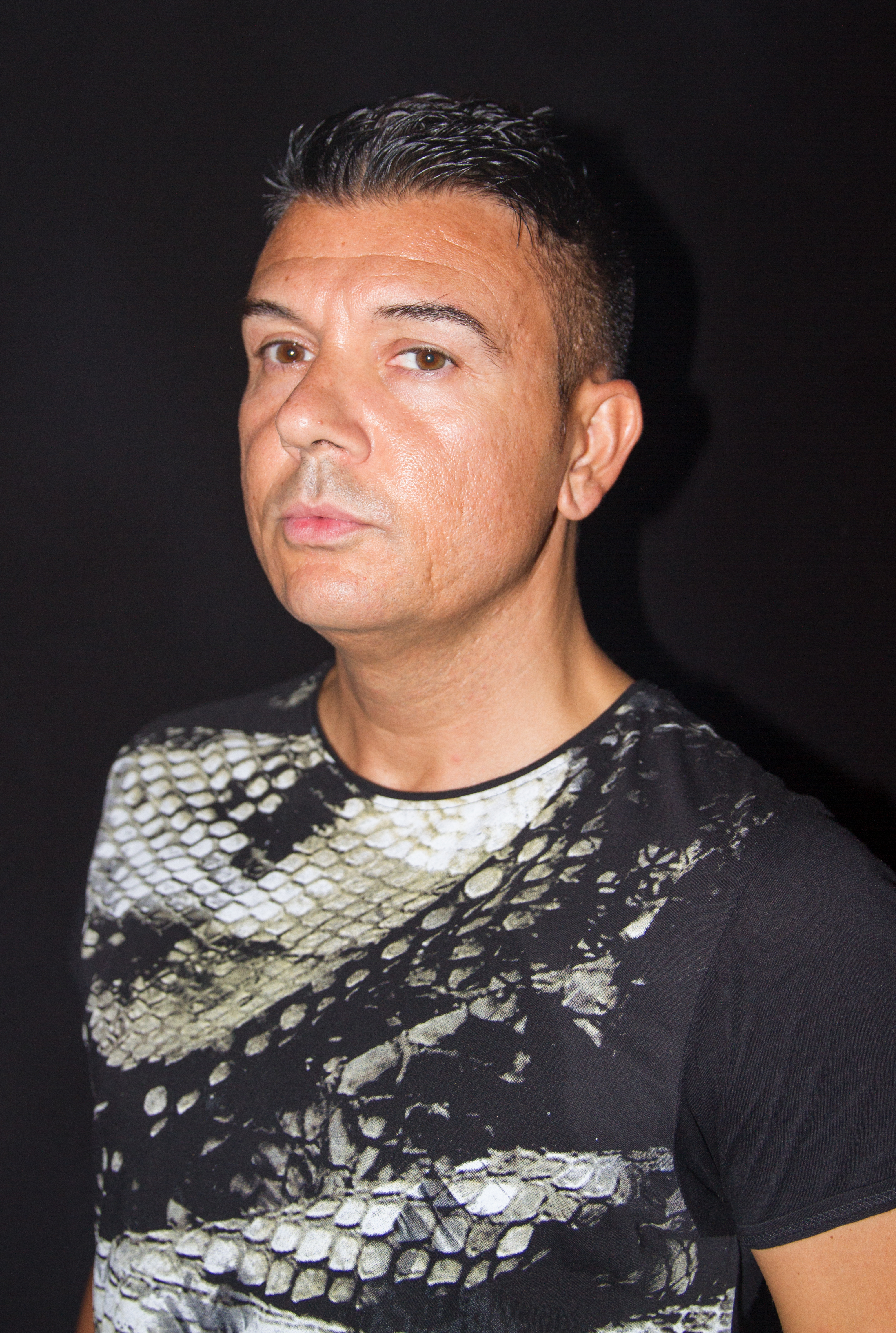
Technoboy (* 1970)

- Techow, Ernst Günther (* 1899), deutscher Filmproduktionsleiter, Drehbuchautor und Filmfirmenmanager
- Techow, Ernst Werner (1901–1945), deutscher Attentäter
- Techow, Friedrich (1807–1880), deutscher Lehrer und Politiker (NLP), MdR
- Techow, Gustav Adolph (1813–1890), preußischer Offizier und deutscher Revolutionär
- Techow, Hans Gerd (1905–1992), deutscher Publizist, Jurist und Verleger
- Techow, Heinrich (1848–1927), deutscher Architekt und preußischer Baubeamter
- Techow, Hermann (1838–1909), deutscher Justiz- und Verwaltungsbeamter
- Techow, Otto (* 1806), deutscher Rittergutsbesitzer und Politiker
- Techow, Otto (1848–1919), deutscher Architekt und preußischer Baubeamter
- Techtermann, Anna (1576–1654), Äbtissin der Abtei Magerau
- Techtermann, Arthur de (1841–1909), Schweizer Politiker
- Techtermann, Marie-Bernardine († 1796), Äbtissin der Abtei Magerau
- Techtmeier, Eberhard (1913–1993), deutscher Politiker (CDU), MdL
- Techyt, altägyptische Frau der 6. Dynastie

### Teci
- Tecimer, Hakan (* 1967), türkischer Fußballspieler

### Teck
- Teck, Francis von (1870–1910), britischer Adeliger und Offizier württembergischer Abstammung, Bruder der Königin Mary
- Teck, Maria von (1867–1953), deutsch-britische Hochadlige; Queen Consort des Vereinigten KönigreichsMaria von Teck (1867–1953)

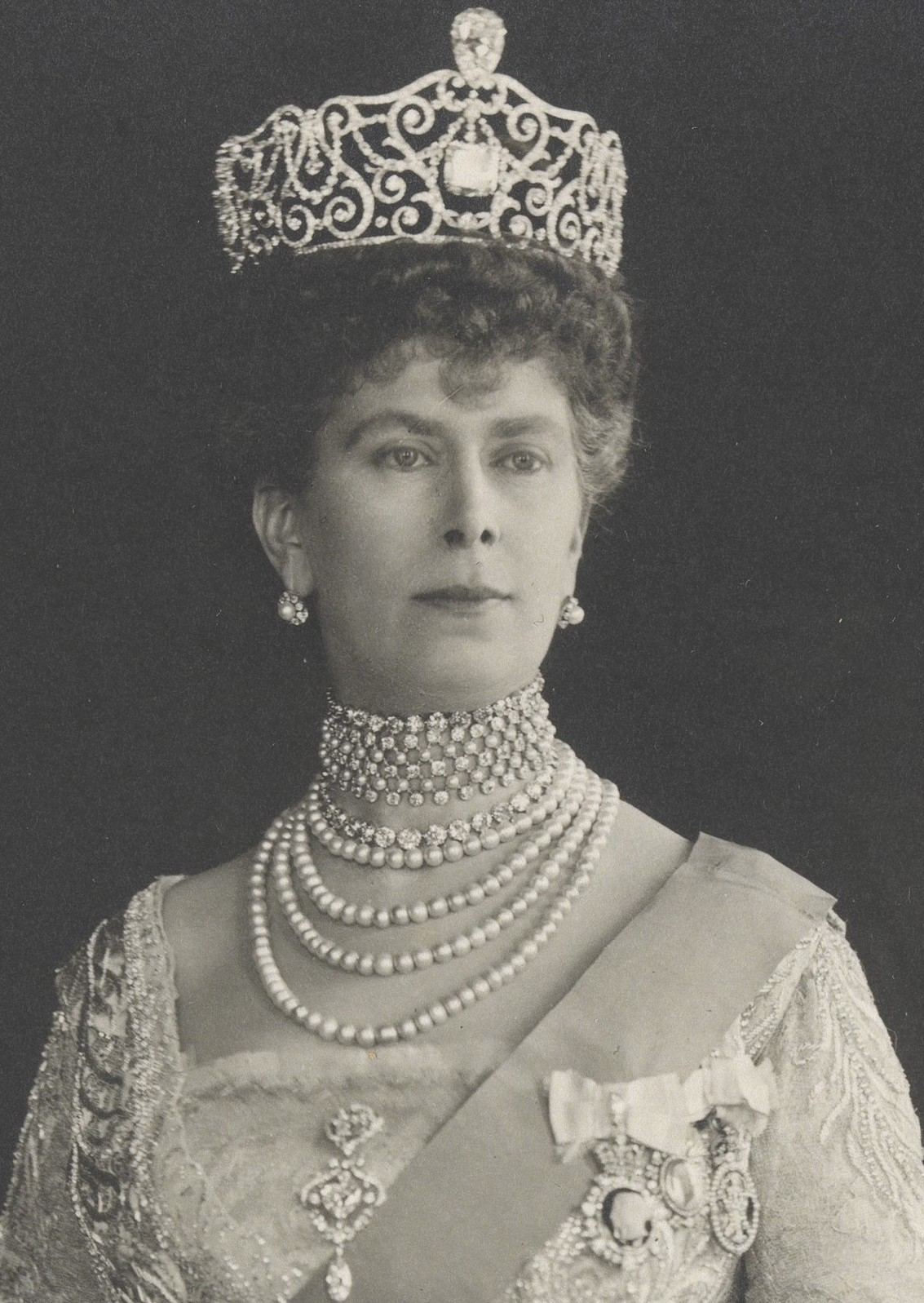
Maria von Teck (1867–1953)

- Tecka, Erich (1948–2020), österreichischer Basketballspieler
- Teckentrup, Britta (* 1969), deutsche Illustratorin
- Teckentrup, Ralf (* 1957), deutscher Wirtschaftsingenieur
- Tecker, Richard (1732–1798), Theologe und Direktor der Universitätsbibliothek Graz
- Tecklenborg, Eduard (1849–1926), deutscher Kaufmann, Reeder und Werftbesitzer
- Tecklenborg, Franz (1807–1886), deutscher Kaufmann, MdBB und Werftbesitzer
- Tecklenborg, Fritz (1888–1964), deutscher Kaufmann und Industrieller
- Tecklenborg, Heinrich (1811–1875), deutscher Kapitän und Autor
- Tecklenborg, Johann Carl (1820–1873), deutscher Schiffsbauer und Werftbesitzer
- Tecklenborg, Johanna (1851–1933), deutsche Malerin
- Tecklenborg, Walther (1876–1965), deutscher Franziskanerpater, Maler und Genealoge
- Tecklenborg, Wilhelm (1882–1948), deutscher Kaufmann
- Tecklenburg, August (1863–1929), deutscher Historiker, Pädagoge, Geschichtsdidsaktiker und Publizist
- Tecklenburg, Johannes (1646–1712), deutscher Jurist, Oberaltensekretär und Senatssyndicus der Hansestadt Hamburg
- Tecklenburg, Kurt (1875–1970), deutscher Eisenbahnbeamter
- Tecklenburg, Maria von († 1527), Äbtissin im Stift Freckenhorst
- Tecklenburg, Theodor (1839–1908), hessischer Bergfachmann und Abgeordneter des Großherzogtums Hessen

### Tecl
- Teclebrhan, Tedros (* 1983), deutscher Schauspieler und KomödiantTedros Teclebrhan (* 1983)

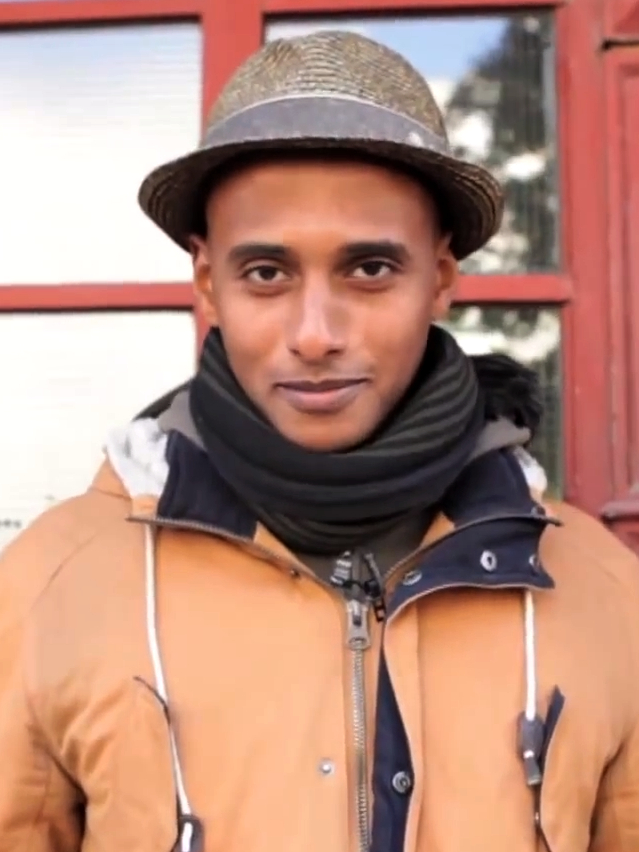
Tedros Teclebrhan (* 1983)

- Teclu, Nicolae (1838–1916), Chemiker und Architekt

### Tect
- Tector, Harry (* 1999), irischer Cricketspieler

### Tecu
- Tecuceanu, Catalin (* 1999), rumänisch-italienischer Mittelstreckenläufer
- Tecuichpoch († 1550), aztekische Prinzessin, Tochter Moctezuma II., Gattin zweier Aztekenherrscher
- Tecumapease, Shawnee-Indianerin, ältere Schwester des Indianerführers Tecumseh
- Tecumseh (1768–1813), politischer und militärischer Führer der nordamerikanischen Indianer vom Volk der Shawnee
- Tecun Uman († 1524), Anführer oder Feldherr des Quiché-Stammes der Hochland-Maya